# Бежаници
Бежаници (рус. Бежаницы) насељено је место са административним статусом варошице (рус. посёлок городского типа) на западу европског дела Руске Федерације. Налази се у источном делу Псковске области и административно припада Бежаничком рејону чији је уједно и административни центар.
Према проценама националне статистичке службе за 2016. у вароши је живело 3.630 становника.

## Географија
Варошица Бежаници налази се у централном делу Бежаничког рејона између корита реке Љсте на западу и језера Дубец на истоку. Бежаници се налазе на око 180 километара југоисточно од Пскова, и на око 82 километра северозападно од Великих Лука, а кроз варош пролази значајан друмски правац који повезује та два града.
Кроз насеље пролази и железничка пруга на релацији Дно—Новосокољники.

## Историја
Село Бежаници основали су током XVI века избеглице из околних градова, па отуда и сам назив места. У писаним изворима насеље се први пут појављује на једној топографској мапи из 1581. године и та година се сматра званичном годином оснивања варошице. Крајем XVI и почетком XVII века кроз насеље је пролазио важан трговачки пут и већ у то време Бежаници су важили за значајно транзитно и трговачко место. Занимљиво је да је 1709. године кроз село пропутовао император Петар Велики на путу ка Полтави где се одиграла важна Полтавска битка.
Значајну улогу у развоју села у периоду XVIII—19. век одиграла је племићка породица Филозофових чије имање се налазило у суседном селу Богдановско (данас Красноје Солнце). Прву сеоску школу основала је 1870. Ана Филозофова, филантропкиња и зачетница руског феминистичког покрета. На њену иницијативу у селу је 1897. отворена и прва јавна библиотека, установа која од 2003. носи њено име.
Године 1901. кроз село пролази железничка пруга од Дна ка Новосокољникима. Десет година касније отворена је и прва болница.
Према статистичким подацима из 1914. село Бежаници је имало 990 становника.
Од свог оснивања па све до почетка 20. века село се налазило у административним границама Новоржевског округа, а након оснивања Бежаничког рејона 1927. Бежаници постају и рејонски административни центар. Одлуком локалних власти од 1961. дотадађње село Бежаници добија административни статус полуурбаног насеља у рангу варошице.

## Демографија
Према подацима са пописа становништва 2010. у вароши је живело 4.333 становника, док је према проценама националне статистичке службе за 2016. варошица имала 3.630 становника.
| 1939. | 1959. | 1970. | 1979. | 1989. | 2002. | 2010. | 2015. |
| ----- | ----- | ----- | ----- | ----- | ----- | ----- | ----- |
| 1.382 | 1.331 | 3.975 | 4.727 | 6.213 | 4.846 | 4.333 | 3.630 |